# Topador
Topador es una localidad uruguaya del departamento de Artigas que dista 45 km de la ciudad de Artigas, capital departamental. Se encuentra ubicada en la cuarta sección catastral de dicho departamento.

## Ubicación
La localidad se encuentra situada en la zona noreste del departamento de Artigas, sobre la cuchilla Yacaré Cururú, junto al cerro Topador (por el cual debe su nombre), en el km 45 del camino de la cuchilla Yacaré, junto a la intersección de este camino con el que va a Paso de Ramos (sobre el río Cuareim). 
El pueblo se ubica en terrenos de sucesión de la familia Soravilla, actualmente pertenecientes a los herederos del matrimonio de Miguel Soravilla Perossio e Irma Dos Santos Arbiza. 
Las viviendas construidas en la década del 70, el destacamento policial, el salón comunal y la iglesia de la localidad fueron construidos en terrenos donados por la familia Soravilla a la comunidad.

## Población
Según el censo de 2011 la localidad contaba con una población de 124 habitantes.
| 186           | 151 | 161 | 173 | 205 | 124 |
| (Fuente: INE) |     |     |     |     |     |

## Historia
Es un lugar histórico en la República Oriental del Uruguay, ya que aquí, se "toparon" ( de ahí el origen del nombre)  las fuerzas comandadas por Bernabé Rivera y un grupo de charrúas.
Bernabé los venía persiguiendo desde Salsipuedes, donde hubo una gran masacre de indígenas  en la que también participó su tío Fructuoso Rivera y otros.
Fue tomado prisionero y luego de torturarlo lo mataron.